# Santo Versace
Pour les articles homonymes, voir Versace (homonymie).
Santo Versace (né le 16 décembre 1944 à Reggio de Calabre en Calabre) est un entrepreneur milliardaire italien du monde de la mode, PDG cofondateur avec son frère Gianni Versace et sa sœur Donatella Versace de Versace (dont il détient 35 % des parts), et homme politique ancien-député italien.

## Biographie
Fils d'Antonio et de Francesca Versace (propriétaire d'un atelier de confection), Santo Versace naît le 16 décembre 1944 à Reggio de Calabre où il grandit avec son frère Gianni et sa sœur Donatella. 
En 1968, Santo est diplômé en économie de l'université de Messine en Sicile puis commence à travailler comme employé de banque à Reggio de Calabre pour Credito Italiano, puis plus tard comme professeur de lycée en économie et en géographie. 
En 1971, il effectue son service militaire comme officier dans la « cavalerie de Gênes » puis ouvre une agence de comptabilité à Reggio de Calabre et à Milan. 
En 1976, il rejoint à Milan son frère Gianni Versace (créateur de mode) et sa sœur Donatella Versace (directrice artistique) avec qui il fonde en 1978 en tant que PDG la marque de mode Versace. Il y supervise avec succès avec 35 % des parts la finance, la communication, l'organisation, la productivité, la qualité, la vente, la distribution… 
En 1998, Santo est nommé président de la « chambre de la mode italienne » jusqu'en 1999 et directeur du club de basket-ball Viola Reggio de Calabre.
En 2008, il est élu député pour l'Alliance pour l'Italie à la chambre des députés italienne dans la circonscription de Calabre. Son mandat prend fin en 2013.
Santo est marié avec Francesca De Stefano.